# Rijk (staat)
Een rijk of imperium is een staat die voortkomt uit de verovering of onderwerping van een aantal andere staten of volkeren. Kenmerkend is dat etnische, culturele, politieke of religieuze verschillen tussen veroveraars en veroverden worden gecultiveerd en afgedwongen. Naast dit hiërarchische element worden ook territoriale uitgestrektheid en expansionisme geregeld tot de definiërende eigenschappen van rijken gerekend. De ideologie erachter heet imperialisme (van het Latijn 'imperium').
Daarentegen is een rijk niet noodzakelijk monarchaal, zoals een koninkrijk of keizerrijk, maar kan het ook democratische en andere vormen aannemen. Evenmin heeft een rijk noodzakelijk vastomlijnde grenzen: frequent en zelfs typisch is er sprake van ambigue zones en gradaties, zoals tribuutafdragende gemeenschappen, vazalstaten, protectoraten en mandaatgebieden. Daarin onderscheidt het concept zich van de territoriaal scherp afgebakende nationale staat. Een ander verschil is dat differentiatie en ongelijkheid tussen groepen inherent is aan een rijk, terwijl een nationale staat net homogeniserend werkt en streeft naar één volk binnen één territorium. In een koloniaal rijk is er de extra dimensie dat substantiële delen van de dominante groep uit de metropool zich in het koloniale territorium gaan vestigen, terwijl de heerschappij in een gewoon rijk eerder extensief kan zijn.
Een recent onderscheid dat wordt gemaakt is dat tussen staten die een rijk zijn (bv. Rusland) en staten die een rijk hebben (bv. het Verenigd Koninkrijk met het Britse Rijk). Voor die laatste is het minder lastig hun rijk te verliezen zonder het kernland fundamenteel te moeten herconceptualiseren.
Een oud en lang debat onder historici betreft de vraag of rijken orde scheppen dan wel plundering organiseren. Wellicht zal deze vraag niet definitief worden beslecht en zijn beide gezichtspunten valabel. Zeker is dat er in rijken altijd aan extractie wordt gedaan. De periferie moet afdragen aan de militair-technologisch dominante metropool.
Het bestaan van rijken is dikwijls geanalyseerd als een fase in een teleologische evolutie naar de nationale staat. Het verhaal dat rijken onder druk van nieuwe noties als volkssoevereiniteit en natuurlijke rechten plaats maakten voor nationale staten, is te eenvoudig. Deze evoluties voltrokken zich ook binnen rijken. Bovendien is het lang niet gezegd dat rijken een voorbijgaande fase waren en nationale staten de ultieme bestemming: daarvoor is de triomf van de nationale staat nog te broos.

## Voetnoten
1. 1 2  Peter Fibiger Bang, C.A. Bayly en Walter Scheidel (eds.), The Oxford World History of Empire, vol. 1, 2020, p.41
2. ↑  Jennifer Pitts, "Political Theory of Empire and Imperialism" in: Annual Review of Political Science, 2010, p. 213. DOI:10.1146/annurev.polisci.051508.214538
3. ↑  Jane Burbank en Frederick Cooper, Empires in World History. Power and the Politics of Difference, 2010, p. 8
4. ↑  Jennifer Pitts, "Political Theory of Empire and Imperialism" in: Annual Review of Political Science, 2010, p. 214. DOI:10.1146/annurev.polisci.051508.214538
5. ↑  Charles S. Maier, Among Empires. American Ascendancy and Its Predecessors, 2006, p. 5
6. ↑  Jennifer Pitts, "Political Theory of Empire and Imperialism" in: Annual Review of Political Science, 2010, p. 225. DOI:10.1146/annurev.polisci.051508.214538
7. ↑  Jane Burbank en Frederick Cooper, Empires in World History. Power and the Politics of Difference, 2010, p. 7